# Асба

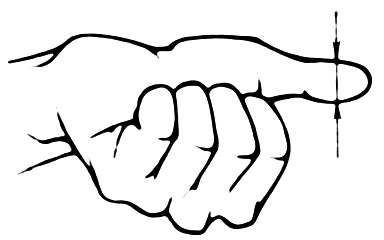
Примерный размер асба

Асба (ангушт, бармак, тассудж) — арабская единица измерения длины, равная «ширине пальца». 1 асба = 6 шайрам = 36 волосам из гривы рабочей лошади = 1⁄4 кабды = 1⁄24 зиры. В связи с тем, что размер зиры (локтя) имеет разные значения, то и величина асбы также колеблется.
Тем не менее, обычно различают:
- Асба канонического локтя, то есть 49,875/24 ≈ 2,078 см.
- Асба «чёрного» локтя, то есть 54,04/24 ≈ 2,252.
- Египетская асба — 3,125 см.
- Ангушт (в государстве Великих Моголов). В конце XVI века император Акбар I установил длину «королевского» локтя в 41 ангушт по 2,032 см. Эта величина ангушта сохранилась и после того, как в 1647 году «королевский» локоть был установлен в 40 ангуштов.

Также известна асба каима (башбармак), которая была равна большому пальцу руки и соответствовала трём обычным асбам.